# Ceiriog Ucha
Ceiriog Ucha (en anglais) ou Ceiriog Uchaf (en gallois) est une communauté du borough de comté de Wrexham, au pays de Galles.

## Géographie
La communauté de Ceiriog Ucha est situé dans le sud du borough de comté de Wrexham, à la frontière du Powys, à une quinzaine de kilomètres au sud-ouest de la ville de Chirk. Comme son nom gallois l'indique, elle couvre la haute vallée de la Ceiriog (en), un affluent de la Dee. Elle comprend les villages de Llanarmon Dyffryn Ceiriog (en) et Tregeiriog (en).

## Démographie
Au recensement de 2011, la communauté de Ceiriog Ucha comptait 317 habitants.